# Masacre en la embajada de Haití en Cuba
La Masacre en la Embajada de Haití ocurrió el 29 de octubre de 1956 en La Habana, Cuba, tras un violento enfrentamiento entre asilados cubanos y funcionarios de la dictadura de Fulgencio Batista.

## Antecedentes

### Asesinato de Antonio Blanco Rico
El 28 de octubre de 1956, un comando del Directorio Revolucionario integrado por José Fernández Cossío, Rolando Cubela, Juan Pedro Carbó Serviá, y  Miguel Ángel Domínguez, fueron al club nocturno Montmartre, en La Habana,  para asesinar al coronel Orlando Piedra, jefe del Buró de Investigaciones del dictador Fulgencio Batista, la principal agencia encargada de espiar, infiltrar y perseguir a la Federación Estudiantil Universitaria, que era visitante frecuente del lugar, pero ese día no estaba allí. Ese día estaban el teniente coronel Antonio Blanco Rico, jefe del Servicio de Inteligencia Militar (SIM), el coronel Marcelo Tabernilla (hijo del jefe de las Fuerzas Armadas cubanas mayor general Francisco Tabernilla Dolz), su asistente el capitán José Rodríguez Sampedro, y las esposas de Marcelo y José, acompañados por un contingente de guardaespaldas que estaban fuera del club. Cubela y Carbó Serviá abrieron fuego, alcanzando a Blanco Rico por la espalda con al menos 8 balas, matándolo instantáneamente. Ambas mujeres fueron heridas y Tabernilla cayó al suelo gravemente herido, el capitán Rodríguez Sampedro (ileso) le arrebató la pistola a Tabernilla y persiguió a los asesinos por la escalera trasera, pero escaparon. El ataque demostró que el régimen no era invulnerable. En respuesta, Batista ordenó extensos registros, redadas y arrestos, y ascendió póstumamente a coronel a Blanco Rico. Sin embargo, Cubela y Carbó Serviá lograron escapar, huyendo temporalmente a Estados Unidos en una pequeña embarcación. El general de brigada Rafael Salas Cañizares, jefe de la Policía Nacional cubana, decidió hacer pública la capacidad y la voluntad de venganza del régimen.

### Situación en la embajada
En octubre de 1956, se asilaron en la Embajada de Haití en La Habana varios combatientes contra la dictadura de Fulgencio Batista. Rubén Hernández Concepción, Carlos Casanova, Israel Escalona y Leonel Guerra Mendoza, habían participado en el Asalto al Cuartel Domingo Goicuría en Matanzas.  Todos eran miembros del Partido Revolucionario Cubano Auténtico, completamente ignorantes del asalto a Montmartre, esperaban salvoconductos de terceros países para salir de Cuba. Cuatro miembros de la Federación Estudiantil Universitaria y de la República Dominicana llegaron con armas a la embajada de Haití poco después del exitoso asesinato de Antonio Blanco Rico, a pesar de que las embajadas no concedían asilo a ninguna persona armada. Batista recibió el informe del embajador haitiano, que hizo llegar a Rafael Salas Cañizares de que estaban atacando a la embajada de Haití. Cañizares tenía unas tensas relaciones con Batista y se cree que este buscaba eliminar físicamente a Cañizares (disputado).

## Masacre

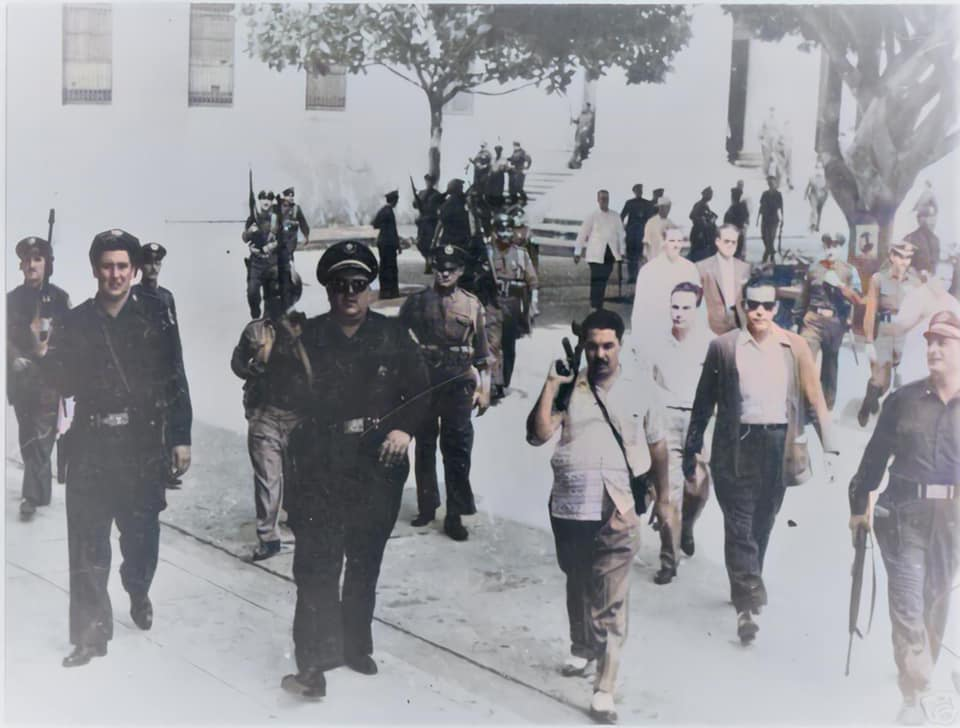
Rafael Salas Cañizares, Jefe de la Policía Nacional, en la Universidad de La Habana. Pocas horas antes de su muerte.

El 29 de octubre de 1956 la policía dirigida por Rafael Salas Cañizares llamo a la puerta de la embajada de Haití y se reunió con el embajador quién se encontraba afuera.  Todo el personal de la embajada abandono la sede diplomática. El acordonamiento de la Sede Diplomática por parte de la policía, provocó la reacción de los fugitivos armados, quienes estaban dispuestos a no dejar que los apresaran y decidieron abrir fuego, disparando sobre el propio Salas Cañizares, quien desde el patio de la embajada, negociando la rendición, pedía a sus ocupantes armados que depusieran las armas y se entregaran. Aunque realmente es difícil precisar si el tiroteo realmente fue iniciado por la policía o los asilados.
Entonces violando todos los tratados internacionales Rafael Salas Cañizares penetró con su escolta en la Embajada de Haití. Marchando al frente de sus hombres,  masacró a los 6 asilados de Matanzas e intercambió disparos con 3 rebeldes armados, quienes cayeron. Un policía resultó herido. Salas entró a la habitación del primer piso y se detuvo junto al trío caído, con el bajo vientre y la ingle abultados bajo los pantalones, por debajo del borde de su chaleco antibalas. Secundino Martínez Sánchez, agonizante de espaldas con una visión privilegiada de esta exposición, elevó ligeramente su mano derecha, que aún sostenía una pistola ametralladora, y, con energía terminal, disparó su último tiro al vientre. El jefe de policía se unió a los caídos, permaneció dos días hospitalizado y falleció.
Todos los cubanos que se encontraban dentro, excepto el cocinero, fueron asesinados. Los asilados asesinados fueron Secundino Martínez Sánchez, Rubén Hernández Concepción, Eladio Cid Crespo, José Gregorio García Borundarena, Carlos Casanova, Israel Escalona, Leonel Guerra Mendoza, Orlando Fernández, José Gregorio García y Alfredo Massip Massique.

## Reacciones

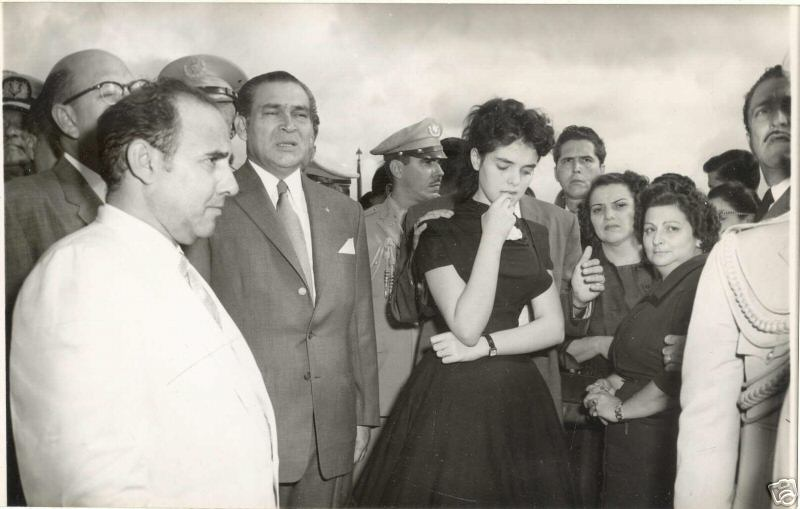
Fulgencio Batista en el entierro de Rafael Salas Cañizares.

El asesinato de todos los asilados envió un mensaje a las demás embajadas, que estaban repletas de asilados. La muerte de Rafael Salas Cañizares no molestó a Fulgencio Batista y este condenó los sucesos en la embajada.  El Cuerpo Diplomático acreditado en La Habana protestó y sus gobiernos enviaron duras notas a Batista. Pocas semanas más tarde Cuba le concedió un empréstito de tres millones de dólares al gobierno de Haití. Una nota de los haitianos aceptó las excusas de Batista, y la promesa de castigo a los que habían violado la inmunidad diplomática de su embajada. La indignación internacional por la violación del protocolo por parte de Salas evitó una segunda invasión a alguna embajada en el futuro.